# ヘイ・ゼア・ロンリー・ガール
「ヘイ・ゼア・ロンリー・ガール」（原題：Hey There Lonely Girl）は、アメリカ合衆国の歌手、エディ・ホールマンが1969年にカバーしてヒットしたシングル。
オリジナルは、ルビー&ザ・ロマンティックスが1963年に歌った「Hey There Lonely Boy」である。作詞作曲はリオン・カーとアール・シューマン。
1969年12月にエディ・ホールマンがカバーしたバージョンは、1970年2月15日付のビルボード・Hot 100で2位を獲得し、1974年に全英シングルチャートにおいて4位を獲得した。

## その他のバージョン
- マーサ&ザ・ヴァンデラス - 1963年のアルバム『Heat Wave』に収録。
- ダニー・オズモンド - 1972年のアルバム『Portrait of Donny』に収録。
- ショーン・キャシディ - 1977年のアルバム『Shaun Cassidy』に収録。
- 山下達郎 - 1978年のライブ・アルバム『IT'S A POPPIN' TIME』に収録。
- ロバート・ジョン - 1980年のアルバム『Back on the Street』に収録。
- ザ・ペンフレンドクラブ - 2024年のアルバム『Back In The Pen Friend Club』に収録。